# Municipio de Liberty (condado de Clinton, Iowa)
El municipio de Liberty (en inglés: Liberty Township) es un municipio ubicado en el condado de Clinton en el estado estadounidense de Iowa. En el año 2010 tenía una población de 332 habitantes y una densidad poblacional de 3,52 personas por km².

## Geografía
El municipio de Liberty se encuentra ubicado en las coordenadas 41°54′8″N 90°50′24″O / 41.90222, -90.84000. Según la Oficina del Censo de los Estados Unidos, el municipio tiene una superficie total de 94.18 km², de la cual 94,18 km² corresponden a tierra firme y (0 %) 0 km² es agua.

## Demografía
Según el censo de 2010, había 332 personas residiendo en el municipio de Liberty. La densidad de población era de 3,52 hab./km². De los 332 habitantes, el municipio de Liberty estaba compuesto por el 97,89 % blancos, el 0,9 % eran afroamericanos, el 0,3 % eran amerindios, el 0,3 % eran asiáticos y el 0,6 % eran de una mezcla de razas. Del total de la población el 1,51 % eran hispanos o latinos de cualquier raza.